# Mike Warren
Mike Warren, polityk Pitcairn, burmistrz wysp od 9 grudnia 2007. Wybrany na trzyletnią kadencję. Zastąpił na stanowisku Jaya Warrena. W 2016 sąd uznał go winnym posiadania pornografii dziecięcej.